# Gone Jackals
Gone Jackals est un groupe américain de hard rock, originaire de San Francisco, en Californie. Ils gagnent une certaine renommée parmi les amateurs de jeu vidéo du monde entier quand ils ont fourni des morceaux de la bande originale du jeu d'aventure sur le thème des bikers Full Throttle de LucasArts. La bande son est devenue l'article le plus vendu du catalogue de vente par correspondance de LucasArts. 

## Historique
The Gone Jackals est formé à la fin des années 1980 par le multi-instrumentiste Keith Karloff, batteur, guitariste et compositeur qui joue en solo à New York depuis le début des années 1980 sous le nom de Keith Gale. 
Après avoir emménagé à San Francisco en 1984, Karloff tente de former un nouveau groupe. Il fait appel au bassiste Rudy Maynard et au guitariste virtuose Charlie Hunter. Ils sont rejoints par le batteur Mark Berdon pour compléter la formation. Ensemble, ils forment Keith Gale's Parallel Universe et jouent régulièrement dans des clubs locaux. Puis ils signent au label Blue/Black Records et publient leur premier EP, un cassette promotionnelle intitulée Five Piece Screwdriver Set. Dans les années qui suivent, Charlie Hunter décide de partir et est remplacé par le guitariste Judd Austin. Après un moment, Mark Berdon quitte le groupe également. Le batteur Trey Sabatelli le remplace et contribue à la force de la nouvelle formation ; Keith Karloff donne naissance aux Gone Jackals, la dernière incarnation du groupe. C'est à ce moment que Keith Gale change de nom pour Keith Karloff.
En 1990, Gone Jackals publie son premier album, Out and About with the Gone Jackals, et reçoit quelques diffusions modérées dans les radios universitaires. Leur deuxième album, Bone to Pick, est publié en 1995. La même année, les morceaux sont choisis par Peter McConnell, réalisateur de l'équipe LucasArts, pour la bande son du jeu vidéo Full Throttle. Keith Karloff aidera aussi McConnell à composer des morceaux originaux pour le jeu. Avec Full Throttle, Bone to Pick devient l'album le mieux accueilli du groupe.
En 1998 sort un troisième album, Blue Pyramid. Avec cet album, Karloff consolide son style hard rock américain et expérimente une nouvelle direction musicale, dans la lignée rock psychédélique. En 1999, Gone Jackals signe au label Raspberry Records, dans le but d'être distribué en Europe. Raspberry Records réédite leurs albums, y ajoutant des singles inédits ; Faith Healer et une version rééditée de No Sign of Rain (issu de Blue Pyramid).

## Membres
- Keith Karloff - chant, guitare
- R.D. Maynard - basse Fender
- Trey Sabatelli - percussions, cymbales, chant
- Judd Austin - guitare, chant

## Discographie
- 5 pc. Screwdriver Set
- 7 inch (EP)
- 1990 : Out and About with Gone Jackals
- 1995 : Bone to Pick
- 1995 : Full Throttle (bande son)
- 1998 : Blue Pyramid